# Alundra
Alundra (アランドラ, Arandora) o The Adventures of Alundra, és un videojoc que barreja de rol, acció i aventures, llançat per a PlayStation l'any 1997 el Japó i Estats Units i el 1998 a Europa. Va ser desenvolupat per Matrix Software i editat per Psygnosis. Va obtenir un acolliment a priori polèmic a causa de la seua gran similitud amb la famosa i mediàtica saga de videojocs The Legend of Zelda. Va aparèixer una continuació, anomenat Alundra 2: A New Legend Begins, que tot i amb el mateix nom que Alundra, és només un successor espiritual del joc, sense vincles directes amb el joc original.

## Jugabilitat
A més d'un personatge similar, l'equip de desenvolupament del joc estava format per antics empleats de Climax Entertainment. L'estil de joc és acció i aventura amb vista superior i és conegut per contenir molts trencaclosques extremadament difícils, alguns dels quals no es poden accedir si el jugador progressa més en el joc, cosa que fa que alguns elements siguin inassolibles. També és conegut per la seva música i la seva història fosca. Una sèrie de terrenys i superfícies també afegeixen varietat, des de la sorra, que fa que el jugador es mogui més lentament, a la lava, que danyi el jugador. Les actualitzacions al llarg del joc poden ajudar el jugador a superar molts d'aquests obstacles, fomentant l'exploració.

## Recepció
Alundra va ser ben rebuda després del seu llançament. El joc havia venut 143.114 còpies al Japó a finalitats de 1997. Després del seu llançament a l'Amèrica del Nord, Working Designs va vendre més de 100.000 còpies del joc a l'Amèrica del Nord en un sol mes a principis de 1998.
Després del llançament, el joc va rebre elogis unànimes dels crítics. Actualment té puntacions mitjans de 86 de 100 a la pàgina Metacritic sobre la base de 9 crítiques, convertint-se en el sisè títol de PlayStation més valorat de 1997, i el 85.4% a GameRankings basat en 13 ressenyes, per la qual cosa és el títol d'acció i aventura millor valorat de 1997.
El gener de 1998, IGN va declarar: "Mai he estat tan provat i desafiat des del vell títol d'aventura de Genesis, LandStalker. I Climax ha fet que Alundra sigui el doble de difícil, el doble de desafiador i el doble de la seva contrapart de LandStalker". La revisió a més afirma que té "una història realment genial", "bona música i gràfics que s'adapten totalment al joc" i conclou que "aquest joc és increïble". Electronic Gaming Monthly i GamePro van seleccionar a Alundra com la finalista dels premis al millor joc de l'any de 1997, quedant en segon lloc després de Final Fantasy VII.
El 2009, de Desradtoid Conrad Zimmerman va descriure a Alundra com un videojoc "fresc i innovador" i "un dels millors exemples de jocs d'acció/rol". En particular, ho va elogiar per presentar "una trama com mai abans havia vist en el gènere", la forta "escriptura i caracteritzacions" i els "enginyosos i desafiadors trencaclosques". Quant al llançament de PSN, Julián Montoya de Platform Nation va dir que el joc "és molt divertit i definitivament val la pena jugar-ho "i que és una aventura "llarga, divertida, dura, mitjanament madura i plena de personalitat". També assenyala que és un "RPG d'acció amb molt afecte", afirma que els trencaclosques són "extremadament" desafiadors i elogia la "història absorbent" per ser "sorprenentment madur i fosc" en tocar "temes complexos com la destinació, la religió i la mort". i l'essència de l'existència humana". Va concloure que alguns "s'hi refereixen com un clàssic i realment ho crec".
El 2010, George Reith de Gaming Bolt ho va descriure com un dels "Jocs increïbles, que el temps va oblidar", afirmant que encara que semblava "més Zelda que molts, jocs de Zelda", tenia "endevinalles diabòliques" i una versió més adulta. Un to, que combina una "estètica visual brillant" amb una història més fosca que està "plena de temes morbosos" com la depressió clínica i no "tem matar l'estrany personatge que escolta i aquí", donant-li "tensió que uns altres jocs de rol "mancaven. També va elogiar el disseny dels nivells, amb masmorres "ben fetes" que requereixen pensar "fora de la caixa" i la mecànica de "caminar somiat" per donar als "nivells un gir únic" basat en la personalitat i els trets del somiador ", va agregar. "varietat en els llocs del joc" i brindant informació sobre els personatges, però va notar que això estava equilibrat per un extens món suprem "ple de secrets i missions secundàries", amb "la mateixa quantitat de masmorres dins i fora" dels somnis.